# Plains (Georgia)
Plains ist eine Stadt im Sumter County im US-Bundesstaat Georgia mit 573 Einwohnern (Stand: 2020).

## Geographie
Plains liegt rund 55 Kilometer nördlich von Albany sowie etwa 220 Kilometer südlich von Atlanta.

## Geschichte
In den 1840er Jahren existierten die Siedlungen Plains of Dura, Magnolia Springs und Lebanon in der Gegend des heutigen Plains. Im Laufe der Zeit wuchsen die Siedlungen, vor allem bedingt durch die positive Entwicklung durch den Baumwollanbau und die Inbetriebnahme einer neuen Eisenbahnstrecke, allmählich zusammen. Der Ort Plains wurde 1896 zur Stadt erhoben.

## Demographische Daten
Laut der Volkszählung von 2010 verteilten sich die damaligen 776 Einwohner auf 250 bewohnte Haushalte, was einen Schnitt von 2,42 Personen pro Haushalt ergibt. Insgesamt bestehen 276 Haushalte. 
58,8 % der Haushalte waren Familienhaushalte (bestehend aus verheirateten Paaren mit oder ohne Nachkommen bzw. einem Elternteil mit Nachkomme) mit einer durchschnittlichen Größe von 3,20 Personen. In 28,8 % aller Haushalte lebten Kinder unter 18 Jahren sowie in 36,8 % aller Haushalte Personen mit mindestens 65 Jahren.
20,8 % der Bevölkerung waren jünger als 20 Jahre, 19,2 % waren 20 bis 39 Jahre alt, 22,2 % waren 40 bis 59 Jahre alt und 37,6 % waren mindestens 60 Jahre alt. Das mittlere Alter betrug 50 Jahre. 45,9 % der Bevölkerung waren männlich und 54,1 % weiblich.
51,4 % der Bevölkerung bezeichneten sich als Weiße und 42,7 % als Afroamerikaner. 5,5 % gaben die Angehörigkeit zu einer anderen Ethnie und 0,4 % zu mehreren Ethnien an. 6,6 % der Bevölkerung bestand aus Hispanics oder Latinos.
Das durchschnittliche Jahreseinkommen pro Haushalt lag bei 21.731 USD, dabei lebten 40,3 % der Bevölkerung unter der Armutsgrenze.

## Sehenswürdigkeiten
Im Jahr 1984 wurde das Plains Historic District in das National Register of Historic Places eingetragen.

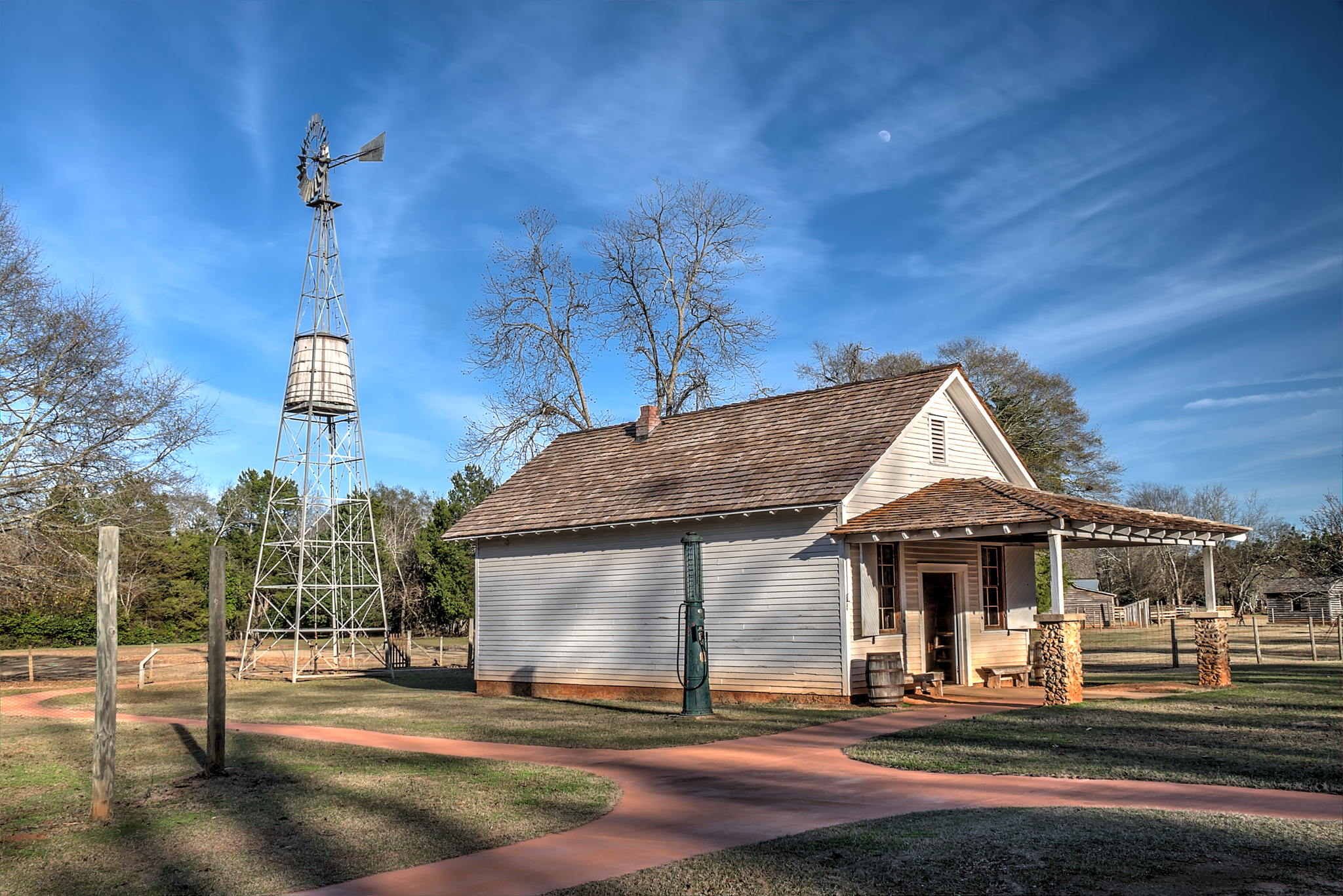
Dorfladen mit Windpumpe der Eltern des US-Präsidenten Jimmy Carter (2017)

In Plains liegt der Jimmy Carter National Historical Park.

## Verkehr
Plains wird vom U.S. Highway 280 sowie von den Georgia State Routes 45 und 308 durchquert.
Der nächste Flughafen ist der rund 60 Kilometer südlich gelegene Flughafen Albany.

## Kriminalität
Die Kriminalitätsrate lag im Jahr 2010 mit 115 Punkten (US-Durchschnitt: 266 Punkte) im niedrigen Bereich. Es gab eine Körperverletzung, zwei Einbrüche und acht Diebstähle.

## Söhne und Töchter der Stadt
- Jimmy Carter (1924–2024), 39. Präsident der Vereinigten Staaten
- Rosalynn Carter (1927–2023), Schriftstellerin und Aktivistin, als Ehefrau von Jimmy Carter First Lady der Vereinigten Staaten
- Ruth Carter Stapleton (1929–1983), US-amerikanische Predigerin und Autorin